# TV-program 2011 i Sverige
Detta är en lista över säsongspremiärer och säsongsavslutningar för TV-program i Sverige.

## Sveriges Television (SVT)
- 1 januari: Hipp Hipp!s tredje säsong hade premiär.
- 7 januari: Klubbland hade säsongspremiär.
- 7 januari: Trädgårdsapoteket hade säsongspremiär.
- 19 januari: Uppdrag granskning hade säsongsstart.
- 20 januari: Plus och För alla åldrar hade säsongsstart.
- 24 januari: Guldbaggegalan 2010 sändes.
- 25 januari: Den andra säsongen av Veckans brott startade.
- 5 februari: Melodifestivalen 2011 startade.
- 12 mars: Vinnaren i Melodifestivalen 2011 korades.
- 18 mars: Så ska det låta började sin 16:e säsong.
- 19 mars: Smartare än en femteklassare hade säsongspremiär.
- 20 mars: Vinterstudion hade säsongsavslutning.
- 12 april: Sista programmet av Veckans brotts andra säsong sändes.
- 19 april: Inför Eurovision Song Contest hade premiär.
- 14 maj: Finalen i Eurovision Song Contest 2011 direktsändes från Düsseldorf i Tyskland.
- 30 juli: Merlin säsong tre började sändas.
- 20 augusti: Gäster med gester började sändas igen efter 12 års uppehåll.
- 30 oktober: Premiär för realityserien Allt för Sverige med Anders Lundin som programledare.
- 1 november: Den tredje säsongen av Veckans brott startade.
- Hösten: TV-filmer baserade på fyra av pseudonymförfattaren Arne Dahls böcker sänds, med bl.a. Shanti Roney, Irene Lindh och Claes Ljungmark i huvudrollerna. Sänds i 2x90 minuter per avsnitt.

## TV3
- januari: Rum för en stjärna startade.
- januari: Sommar i Sverige startade.
- januari: Reprisstart av Mauro och Pluras kök.
- Våren: Landskampen startade.

## TV4
- 3 januari: Familjen annorlunda började för säsongen.
- 3 januari: Spårlöst började för säsongen.
- 4 januari: Bygglov började för säsongen.
- 4 januari: Drömmar om ett leende hade premiär.
- 6 januari: Rena rama Rolf slutade för säsongen.
- 7 januari: Let's Dance 2011 började för säsongen.
- 10 januari: Halv åtta hos mig började för säsongen.
- 11 januari: Drömmar om ett leende började för säsongen..
- 12 januari: Sveriges mästerkock hade premiär.
- 12 januari: Fuskbyggarna började för säsongen.
- 16 januari: Time Out började för säsongen.
- 16 januari: Solsidan började för säsongen.
- 27 januari: Svensk maffia hade premiär.
- 27 januari: Sveriges värsta bilförare 2011 började för säsongen.
- 28 januari: Parlamentet började för säsongen.
- 29 januari:  Fångarna på fortets slutade för säsongen.
- 30 januari: Wallanderfilmerna, andra omgången började.
- 23 februari Fuskbyggarna slutade sändas för säsongen.
- 28 februari: Spårlöst slutade sändas för säsongen.
- 3 mars:  Svensk maffia slutade sändas för säsongen..
- 7 mars: En unge i minuten hade premiär.
- 10 mars: Kalla fakta började sändas för säsongen.
- 14 mars: Familjen Annorlunda slutade sändas för säsongen.
- 19 mars: Körslaget 2011 började sändas för säsongen.
- 20 mars: Solsidan slutade sändas för säsongen.
- 20 mars: Time Out slutade sändas för säsongen.
- 22 mars: Bygglov slutade sändas för säsongen.
- 25 mars: Let's Dance 2011 slutade sändas för säsongen.
- 27 mars: Stockholm - Båstad hade premiär.
- 28 mars: Mamma byter bo hade premiär.
- 31 mars Halv åtta hos mig slutade sändas för säsongen.
- 31 mars Sveriges värsta bilförare slutade sändas för säsongen.
- 1 april: Talang 2011 började sändas för säsongen.
- 10 april: Stockholm - Båstad slutade sändas för säsongen.
- 13 april: Kvällsöppet med Ekdal slutade sändas för säsongen.
- 19 april:  Äntligen hemma startade för säsongen.
- 20 april: Sveriges mästerkock slutade sändas för säsongen.
- 21 april: Herr och fru hade premiär.
- 22 april: Parlamentet slutade sändas för säsongen.
- 25 april:  Fyra bröllop hade premiär.
- 25 april: Final i Körslaget 2011.
- 27 april: Klockan åtta hos stjärnorna' startade..
- 1 maj: Humorgalan 2011 sändes.
- 7 maj:  Kvällen är din började sändas för säsongen.
- 16 maj: En unge i minuten slutade för säsongen
- 23 maj: Mamma byter bo slutade för säsongen.
- 4 juni: Postkodmiljonären slutade för säsongen.
- 6 juni: Nationaldagens firande från Skansen direktsändes.
- 10 juni: Talang 2011 slutade sändas för säsongen.
- 16 juni: Fyra bröllop slutade sändas för säsongen,
- 18 juni: Kvällen är din slutade för säsongen
- 20 juni: Lotta på Liseberg började för säsongen.
- 21 juni: Äntligen hemma slutade sändas för säsongen.
- 23 juni: Herr och fru slutade sändas för säsongen.
- 25 juni: Sommarkrysset började för säsongen.
- 29 juni: Klockan åtta hos stjärnorna slutade sändas för säsongen.
- 30 juni: Sommar med Ernst började sändas för säsongen.
- 8 juli:  Postkodkampen började sändas för säsongen.
- 20 juli: Tinas sommarkök hade premiär.
- 12 augusti: Postkodkampen slutade sändas för säsongen
- 18 augusti: Sommar med Ernst slutade sändas för säsongen.
- 19 augusti: Postkodmiljonären började sändas för säsongen.
- 20 augusti: Sommarkrysset slutade sändas för säsongen.
- 21 augusti: Time out började sänds för säsongen.
- 23 augusti: Fångarna på fortet började sändas
- 24 augusti: Parlamentet började sändas för säsongen.
- 29 augusti: Halv åtta hos mig började sändas för säsongen.
- 29 augusti:  Sveriges historia började sin andra och sista säsong.
- 4 september: Idol 2011 började sändas för säsongen.
- 7 september: Säsongstart för Bonde söker fru 2011.
- 24 september:  Gustafsson 3 tr' kommer att ha premiär..
- 3 oktober: Pengarna på bordet kommer att ha premiär.
- 3 oktober: Sveriges historia kommer att sluta sända sin sista och andra säsong.
- 4 oktober: Äntligen hemma kommer att börja för säsongen.
- 19 oktober: Kvällsöppet med Ritter har premiär.
- 21 oktober:  Hellenius hörna kommer att börja sändas för säsongen.
- 22 oktober: Fångarna på fortet kommer slutade sändas för säsongen.
- 29 oktober: Så mycket bättre kommer att börja sändas för säsongen.
- 2 november: Berg flyttar in kommer att börja sändas för säsongen.
- 2 november: Kalla fakta kommer att börja sändas för säsongen.
- 10 november: Parlamentet slutar sändas för säsongen.
- 10 november: Robinson 2011 slutar sändas för säsongen.
- 25 november: Jullotta på Liseberg kommer att ha premiär.
- 27 november: Gustafsson 3 tr  slutar sändas för säsongen.
- 27 november: Time out slutar sändas för säsongen.
- 1 december: Tinas julkök kommer att ha premiär.
- 4 december: Slaget om Sverige har premiär.
- 9 december: Idol 2011 slutar sändas för säsongen.
- 9 december: Hellenius hörna slutar sändas för säsongen.
- 12 december: Pengarna på bordet slutar sändas för säsongen.
- 14 december: Bonde söker fru 2011 slutar sändas för säsongen.
- 15 december: Jullotta på Liseberg slutar sändas för säsongen.
- 17 december: Så mycket bättre slutar sändas för säsongen.
- 19 december: Jul med Ernst kommer att börja sändas för säsongen.
- 20 december: Äntligen hemma slutade sändas för säsongen.
- 21 december: Jul med Ernst slutar sändas för säsongen.
- 21 december: Berg flyttar in slutar sändas för säsongen.
- 22 december: Tinas julkök slutar sändas för säsongen.
- 23 december: Bingolotto slutar sändas för säsongen.

## Kanal 5
- 5 januari: Filip & Fredriks årskrönika 2010.
- 10 januari: Säsongstart för Konferensresan.
- 24 januari: Stylisterna har premiär.
- 26 januari: Säsongstart för Sofis Änglar.
- Våren: Nittileaks
- Våren: Ullareds tredje säsong får premiär.
- Våren: Arga snickarens femte säsong sänds.
- Våren: Pensionärsjävlars andra säsong sänds.
- Våren: Ballar av ståls tredje säsong sänds.

## TV6
- 22 februari: 99 saker man måste göra innan man dör har premiär.
- 22 februari: Stockholmsnatt har premiär.
- 28 februari: Nu blåser vi Sverige har premiär.
- 26 april: Säsongsavslutning för Stockholmsnatt.
- 26 april: Säsongsavslutning för 99 saker man måste göra innan man dör.
- 2 maj: Säsongsavslutning för Nu blåser vi Sverige.
- 22 augusti: Gumball 3000 med Erik & Mackan har säsongspremiär.
- 27 september: 99 nya saker med Erik & Mackan har premiär.
- 27 september: Karatefylla  har premiär
- 10 oktober: Säsongsavslutning för Gumball 3000 med Erik & Mackan.
- 17 oktober: Waterwörld har premiär.

## TV4 Plus/Sjuan
- 3 januari: Ny säsong av Det okända startar.
- 9 januari: Ny säsong av Bingolotto startar.
- 7 februari: Ny säsong av 112 - på liv och död startar.
- 2 mars: Säsongsavslutning för 112 - på liv och död.
- 21 mars: 112 - poliser har premiär.
- 21 mars: Säsongsavslutning för Det okända.
- 28 mars: Trinny och Susannah stylar om Sverige har premiär.
- 29 mars: Ny säsong av Såld på hus startar.
- 7 april: Du är vad du äter har premiär i TV4 Plus.
- 13 april: Säsongsavslutning för 112 - poliser.
- 18 april: 112 - luftens hjältar har premiär.
- 11 maj: Säsongsavslutning för 112 - luftens hjältar.
- 16 maj: Säsongsavslutning för Trinny och Susannah stylar om Sverige.
- 17 maj: Säsongsavslutning för Såld på hus.
- 24 maj: Omstart för ny säsong av Plastikkirurgerna startar.
- 9 juni: Säsongsavslutning för Du är vad du äter.
- 12 juni: Säsongsavslutning för Bingolotto.
- 22 juni: Leila bakar i Frankrike har premiär.
- 12 juli: Säsongsavslutning för Plastikkirurgerna.
- 14 augusti: Ny säsong av Bingolotto startar.
- 12 september: Ny säsong av 112 - på liv och död startar.
- 14 september: Säsongsavslutning för Leila bakar i Frankrike.
- 19 spetmber: Ny säsong av Det okända startar.
- 21 september: Den stora matresan har premiär.
- 20 oktober: Ny säsong av Du är vad du äter startar.
- 31 oktober: Svagaste länken har premiär.
- 23 november: Säsongsavslutning för Den stora matresan.
- 30 november: Säsongsavslutning för 112 - på liv och död.
- 30 november: Leilas söta jul har premiär.
- 19 december: Säsongsavslutning för Det okända.
- 22 december: Säsongsavslutning för Du är vad du äter.

## Canal Plus Series
- Hösten - Fransk/tyska historiska dramaserien The Borgias